# توم بيلي (لاعب كرة قدم أمريكية)
توم بيلي (بالإنجليزية: Tom Bailey)‏ هو لاعب كرة قدم أمريكية أمريكي، ولد في 2 فبراير 1949 في غينزفيل في الولايات المتحدة، وتوفي في 2 سبتمبر 2005 في جاكسونفيل بيتش في الولايات المتحدة.

## وصلات خارجية
- توم بيلي على موقع مرجع كرة القدم المحترفة.كوم (الإنجليزية)